# Trnovo (FBiH)
Trnovo je općina u Bosni i Hercegovini (Federacija BiH), jedna od 9 u Sarajevskoj županiji. Općina se nalazi 30 kilometara jugoistočno od Sarajeva.
Postoji također i općina Trnovo u Republici Srpskoj (BiH). Obje spomenute općine su do 1992. godine bile dio jedinstvene bosanskohercegovačke općine Trnovo.

## Zemljopis
Reljef
Trnovo se prostire na visini između 650 i 2080 m, a prosječna nadmorska visina iznosi 900 m.  Smješteno je na obroncima planina: Bjelašnice, Igmana, Visočice, Treskavice i Jahorine.
Klima
Trnovo je poznato po kontinentalnoj klimi, koja s porastom nadmorske visine prelazi u oštru planinsku klimu alpskog tipa. Glavne karakteristike ovakve klime su oštre zime (s prosječnom temperaturom od -24 °C do -34 °C) i kratka i topla ljeta (s prosječnom temperaturom od 30 °C do 36 °C). Najhladniji kalendarski mjesec je siječanj,  a najtopliji je mjesec srpanj. Najviše padalina je u studenome i prosincu (prosječna godišnja količina padalina iznosi između 1100 i 1500 Vm2). Visina snijega je različita, u odnosu na nadmorsku visinu, ali prosječna visina iznosi 107 cm. Međutim, na većim nadmorskim visinama dostiže i visinu i po nekoliko metara. Snijeg se zadržava i do nešto više od tri mjeseca (na vrhovima planina se zadrži i do lipnja). Magla se pojavljuje, uglavnom, u zimskom razdoblju.

## Stanovništvo
Prema statistici iz 2002. godine, općina je najrjeđe naseljena od svih devet općina u županiji s 839 stanovnika. Također općina ima najveći postotak stanovnika iznad 65 godina.
Nacionalni sastav: 
- Bošnjaci: 95,4 %
- Srbi: 4,6 %

## Naseljena mjesta
Godine 1991., općina Trnovo se sastojala od naselja:
Balbašići, Bašci, Bistročaj, Bobovica, Bogatići, Boljanovići, Brda, Brutusi, Čeružići, Češina Strana, Čunčići, Dejčići, Delijaš, Divčići, Donja Presjenica, Dujmovići, Durakovići, Godinja, Gornja Presjenica, Govedovići, Grab, Gračanica, Hamzići, Ilovice, Jablanica, Jelačići, Karovići, Kijevo, Klanac, Kozija Luka, Kramari, Krsmanići, Ledići, Lisovići, Lukavac, Mađari, Mijanovići, Milje, Obla Brda, Ostojići, Pendičići, Podivič, Pomenovići, Prečani, Rajski Do, Rakitnica, Rijeka, Sjeverovići, Slavljevići, Šabanci, Šabići, Šišići, Tošići, Trebečaj, Trnovo, Turovi, Tušila, Ulobići, Umčani, Umoljani, Vrbovnik, Zabojska i Zagor.
Poslije potpisivanja Daytonskog sporazuma, veći dio općine Trnovo je ušao u sastav Federacije Bosne i Hercegovine. Od ovog područja formirana je općina Trnovo (FBiH). U sastav Republike Srpske ušla su naseljena mjesta:
Bogatići, Grab, Jablanica, Kijevo, Klanac, Milje, Podivič, Rajski Do, Tošići, Trnovo (dio), Turovi, Ulobići i Vrbovnik (dio). Od ovog područja formirana je općina Trnovo.
Federaciji BiH su pripala naselja:
Balbašići, 
Bašci, 
Bistročaj, 
Bobovica, 
Boljanovići, 
Brda, 
Brutusi, 
Čeružići, 
Češina Strana, 
Čunčići, 
Dejčići, 
Delijaš, 
Divčići, 
Donja Presjenica, 
Dujmovići, 
Durakovići, 
Godinja, 
Gornja Presjenica, 
Govedovići, 
Gračanica, 
Hamzići, 
Ilovice, 
Jelačići, 
Karovići, 
Kozija Luka, 
Kramari, 
Krsmanići, 
Ledići, 
Lisovići, 
Lukavac, 
Mađari, 
Mijanovići, 
Obla Brda, 
Ostojići, 
Pendičići, 
Pomenovići, 
Prečani, 
Rakitnica, 
Rijeka, 
Sjeverovići, 
Slavljevići, 
Šabanci, 
Šabići, 
Šišići, 
Trebečaj, 
Trnovo (dio), 
Tušila, Umčani, 
Umoljani, 
Vrbovnik (dio), 
Zabojska i 
Zagor.